# Тулиголови (Підкарпатське воєводство)
Тулиголови (пол. Tuligłowy) — село на Закерзонні, в Польщі, у гміні Рокитниця Ярославського повіту Підкарпатського воєводства.
Населення — 714 осіб (2011).

## Розташування
Знаходиться в західній частині Надсяння. Розташоване на відстані 2 км на захід від адміністративного центру ґміни Рокитниці, 17 км на південний захід від повітового центру Ярослава і 46 км на схід від воєводського центру Ряшева.

## Історія
B 1393 р. поставлений тут сатрапом Миколай Мзуровський заснував католицьку парафію.
За податковим реєстром 1515 р. село належало Дершняку, були 14 лани (коло 350 га) оброблюваної землі та 5 ланів необроблюваної, корчма.
За податковим реєстром 1589 р. село належало Станіславу Дершняку, були 11 і 1/2 лани (коло 350 га) оброблюваної землі та 1/2 необроблюваної, 8 загородників без земельної ділянки, 3 коморники без тяглової худоби. До 1772 року Тулиголови входили до складу Перемишльської землі Руського воєводства Королівства Польського.
Відповідно до «Географічного словника Королівства Польського» в 1880 р. Тулиголови знаходились у Ярославському повіті Королівства Галичини і Володимирії, налічувало 96 будинків і 597 мешканців (14 греко-католиків, 570 римо-католиків і 13 юдеїв). На той час унаслідок півтисячоліття латинізації та полонізації українці лівобережного Надсяння опинилися в меншості.
Після розпаду Австро-Угорщини у 1918 р. Тулиголови входили до Ярославського повіту Львівського воєводства, в 1934—1939 рр. — у складі ґміни Прухник. Українці-грекокатолики належали до парафії Порохник Порохницького деканату Перемишльської єпархії.
16 серпня 1945 року Москва підписала й опублікувала офіційно договір з Польщею про встановлення лінії Керзона радянсько-польським кордоном. Частину украінців добровільно-примусово виселили в СРСР. Решта українців попала в 1947 році під час проведення Операції «Вісла» і була депортована на понімецькі землі у західній та північній частині польської держави, що до 1945 належали Німеччині.
У 1975—1998 роках село належало до Перемишльського воєводства.

## Демографія
Демографічна структура станом на 31 березня 2011 року:
|          | Загалом | Допрацездатний вік | Працездатний вік | Постпрацездатний вік |
| -------- | ------- | ------------------ | ---------------- | -------------------- |
| Чоловіки | 338     | 83                 | 221              | 34                   |
| Жінки    | 376     | 98                 | 202              | 76                   |
| Разом    | 714     | 181                | 423              | 110                  |